# Georges Coste
Georges Coste (Corbère-les-Cabanes, 7 dicembre 1943) è un ex rugbista a 15 e allenatore di rugby a 15 francese.

## Biografia
Nativo dei Pirenei Orientali, si laureò in educazione fisica, ebbe una breve carriera da mediano di mischia nel club principale del suo dipartimento di nascita, il Perpignano, rappresentando anche la Francia a livello giovanile.
La sua carriera da giocatore fu interrotta da un infortunio a 26 anni nel 1970.
Passato quindi all'attività di tecnico, guidò il Frontignan, poi lo stesso Perpignano, dopo il BUC di Barcelona, e, nel 1993, rilevò da Bertrand Fourcade la conduzione della Nazionale italiana.
Alla guida degli Azzurri Coste realizzò una serie di risultati che aprirono all'Italia la strada per l'ingresso tra le prime Federazioni del mondo e l'ammissione al Torneo delle Cinque Nazioni, all'epoca riservato solo alle quattro britanniche e alla Francia: l'11 novembre 1993, nel girone finale di Coppa FIRA, per la prima volta l'Italia batté una selezione francese (16-9), anche se nella fattispecie si trattava della Francia A, e alla fine del torneo arrivò appaiata ad essa, anche se la differenza punti le fu sfavorevole.
Tra il 1995 e il 1997 l'Italia batté tre volte l'Irlanda (una volta delle quali a Dublino) e una volta la Scozia e, infine, nella finale di Coppa FIRA 1995-97, a Grenoble, batté 40-32 la Francia maggiore, laureandosi campione d'Europa e vincendo il suo primo test match contro i transalpini.
Guidò la squadra alla Coppa del Mondo di rugby 1995 in Sudafrica, nella quale l'Italia, pur uscendo al primo turno, riportò una vittoria di prestigio (31-25) contro l'Argentina e una più che onorevole sconfitta (20-27) contro l'Inghilterra.
Nonostante l'ammissione al Torneo delle Cinque Nazioni, ribattezzato quindi Sei Nazioni, deciso nel 1998, i rapporti di Coste con la Federazione si degradarono a partire dalla preparazione della Coppa del Mondo di rugby 1999 da disputarsi in Galles: a causa del nuovo status di professionisti, i club rifiutarono di prestare i loro migliori giocatori alla Nazionale, e Coste affrontò un tour preparatorio in Sudafrica in pieno caos organizzativo, sì da rimediare un pesantissimo 0-101 dagli Springboks, che rimane tuttora il peggior passivo internazionale dell'Italia; dopo tale performance Coste lasciò la squadra al suo secondo Mascioletti.
Dopo un breve incarico sempre in seno alla Federazione Italiana Rugby divenne allenatore in seconda dello Stade français e nel 2006 tornò a lavorare per la F.I.R., nel ruolo di supervisore tecnico delle Nazionali giovanili italiane.

## Palmarès

### Allenatore
- Coppa FIRA : 1
Italia: 1995-97